# Emiliano Rey
Emiliano Rey (Mar del Plata, 5 gennaio 1975) è un ex calciatore argentino, di ruolo attaccante.

## Carriera
Dopo aver giocato nelle giovanili di Aldosivi ed Independiente, tra il 1994 ed il 1996 ha giocato nelle giovanili del Quilmes, mentre dal 1996 al 1998 in quelle del Boca Juniors, club con cui nel 1998, all'età di 23 anni, esordisce tra i professionisti giocando una partita nella prima divisione argentina (vincendo il campionato di Apertura 1998); dopo un breve prestito al Barcelona SC (con cui disputa 2 partite nella prima divisione ecuadoriana e 2 partite in Coppa Libertadores) fa ritorno al Boca Juniors, con cui sempre nel 1998 gioca 5 partite nella Coppa Mercosur, competizione in cui segna anche una rete, la sua prima in carriera tra i professionisti.
Nel 1999 si trasferisce al Deportivo Cali, con cui realizza una rete in 10 presenze nella prima divisione colombiana, giocando in aggiunta anche 5 partite (senza ulteriori gol segnati) in Coppa Libertadores; a stagione in corso viene ceduto all'Universidad de Chile, club dove segnando 6 reti in 14 partite contribuisce alla vittoria del campionato cileno, segnando in più anche un gol in 2 presenze in Coppa Mercosur. Cambia poi nuovamente maglia, trascorrendo un biennio (2000 e 2001) nella prima divisione peruviana all'Universitario, con cui nel 2000 vince anche un campionato. Si trasferisce quindi in Europa: nella stagione 2001-2002 gioca infatti in Italia in Serie C1 con i sardi della Torres, con cui non riesce tuttavia ad incidere, giocando 4 partite senza mai segnare; nel 2003 gioca poi per un periodo negli Emirati Arabi Uniti con l'Al-Ain. Torna quindi in patria: nel 2004 gioca infatti 5 partite nella terza divisione argentina con l'Aldosivi; nel 2006, dopo un anno di inattività, veste invece la maglia del Cadetes, club di quarta divisione, per poi a fine anno ritirarsi, all'età di 31 anni.

## Palmarès

### Club

#### Competizioni nazionali
- Campionato argentino: 1

Boca Juniors: Apertura 1998
- Campionato cileno: 1

Universidad de Chile: 1999
- Campionato peruviano: 1

Universitario: 2000